# Ritratto di François Duquesnoy
Il Ritratto dello scultore François Duquesnoy fu eseguito durante il primo soggiorno romano di van Dyck, nel 1622. Lo scultore tiene fra le mani una testa di sileno probabilmente da poco realizzata.